# Bantoide Sprachen

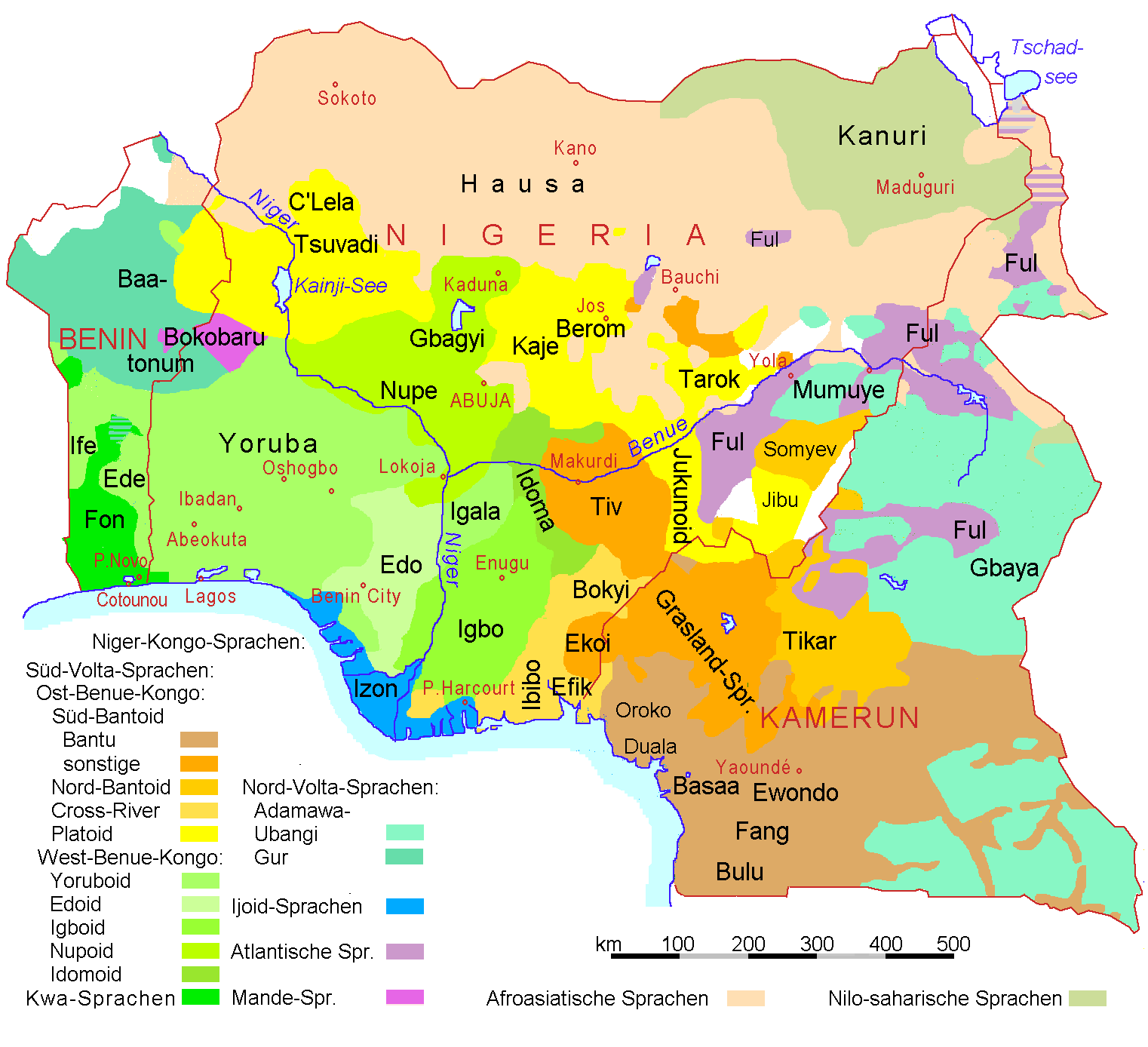
West-Benue-Kongo, Platoid, Cross-River-Sprachen, Nord-Bantoid, Süd-Bantoid außer Bantu und die Nordwestecke des Bantu-Gebietes

Die bantoiden Sprachen (oder kurz Bantoid) bilden eine Untereinheit des Ost-Benue-Kongo, eines Zweiges der Benue-Kongo-Sprachen, die ihrerseits zur Niger-Kongo-Sprachfamilie gehören.
Die rund 650 bantoiden Sprachen werden von etwa 220 Millionen Menschen in Nordost-Nigeria, West-Kamerun und ganz Zentral- und Südafrika gesprochen.

## Überblick
Die bantoiden Sprachen bilden zusammen mit den Cross-River-Sprachen die bantoiden Cross-Sprachen. Innerhalb der Niger-Kongo-Sprachfamilie ergibt sich damit die folgende Abstammungslinie:
- Niger-Kongo > Volta-Kongo > Benue-Kongo > Ost-Benue-Kongo > Bantoid-Cross > Bantoid

Insgesamt umfasst das Bantoid rund 650 Sprachen mit zusammen 217 Mio. Sprechern, davon sind etwa 500 Sprachen eigentliche Bantusprachen, die mit ihren 210 Mio. Sprechern die große Mehrheit ausmachen. Die Gruppe der 160 Bantoidsprachen, die nicht zum Bantu gehören, ist also gemessen an ihrer Sprecherzahl (6,5 Mio.) relativ klein und sehr diversifiziert: Ihre durchschnittliche Sprecherzahl beträgt nur rund 40.000.
Zu den bedeutendsten Bantusprachen gehören Swahili, Shona, Zulu, Chichewa, Lingála, Kinyarwanda, Xhosa, Luba-Kasai und Kikuyu (alle über 5 Mio. Sprecher). Von den Nicht-Bantusprachen der bantoiden Sprachgruppe überschreitet nur das in Nigeria im Benue State gesprochene Tiv mit 2,2 Mio. Sprechern die Millionengrenze. Weitere zehn Sprachen haben mindestens 100.000 Sprecher (siehe Klassifikation).

## Abgrenzung Bantoid – Bantu
Die Bezeichnung „Bantoid“ wurde 1895 von Gottlob Krause für die Sprachen geprägt, die lexikalische Ähnlichkeiten mit den Bantusprachen aufweisen, Malcolm Guthrie (1948) bezeichnete mit Bantoid die westsudanischen Sprachen mit einem Bantu-ähnlichen Nominalklassensystem, die aber keine regulären Lautentsprechungen mit den Bantusprachen aufweisen.
Die Gruppe der bantoiden Sprachen umfasst sowohl die eigentlichen Bantusprachen, als auch solche Sprachen, die zwar den Bantusprachen innerhalb des Niger-Kongo genetisch besonders nahestehen, aber nicht sämtliche Merkmale der Bantusprachen besitzen. Solche Sprachen wurden auch Semi-Bantu-Sprachen genannt. Die Grenze zwischen den eigentlichen Bantusprachen (narrow bantu) und den Bantusprachen in einem weiteren Sinne (Bantoid, aber nicht Bantu) ist schwer zu ziehen und hängt von der Definition ab, was „eigentliches Bantu“ genau ausmacht (darüber sind sich die Forscher keineswegs völlig einig). Sämtliche bantoiden Sprachen, die nicht zum eigentlichen Bantu gehören, werden in Ost-Südost-Nigeria und in Kamerun gesprochen, ihre Verbreitung ist also – im Gegensatz zu derjenigen der Bantusprachen – sehr eingeschränkt. Genau dieses Gebiet (Südost-Nigeria und Nordwest-Kamerun) scheint auch die Urheimat der eigentlichen Bantusprachen zu sein, von der aus sie sich in den Osten und Süden des Kontinents ausgebreitet haben.

## Interne Klassifikation
Die Feststellung der bantoiden Sprachen als genetische Einheit und die Grundzüge ihrer heutigen internen Klassifikation gehen auf Greenberg (1950, 1963) zurück. Allerdings ist die interne Gliederung der bantoiden Sprachen seitdem mehrfach überarbeitet worden. Wichtig war die Erkenntnis einer Nord-Süd-Grenze innerhalb der Gruppe. Zum nördlichen Bantoid – ob es eine genetische Einheit bildet, ist umstritten – gehören einzelne kleinere Gruppen wie Dakoid, Mambiloid und Tikaroid. Das Süd-Bantoid bildet eine eigene genetische Gruppe, die neben dem Jarawoid und Tivoid die sprachenreiche Graslandgruppe (rund 70 Sprachen mit 2,5 Mio. Sprechern, gesprochen in West-Kamerun) und als gleichrangigen Zweig das eigentliche Bantu (500 Sprachen, 210 Mio. Sprecher) enthält.
Die folgende Darstellung zeigt die aktuelle Klassifikation der bantoiden Sprachen nach Williamson-Blench (in Heine-Nurse 2000). Es sind nur die bedeutenderen Einzelsprachen aufgeführt. Der unten angegebene Weblink bietet eine vollständige Klassifikation aller bantoiden Sprachen.
Klassifikation der bantoiden Sprachen
- Bantoid (642 Sprachen, 216 Mio. Sprecher)
  - Nord-Bantoid (genetische Einheit nicht nachgewiesen)
    - Dakoid: Samba Daka (110 Tsd.), Dong, Gaa (Tiba)
    - Mambiloid: Mambila (130 Tsd.), Kwanja (20 Tsd.), Ndoola (Ndoro) (50 Tsd.), Suga (10 Tsd.), Vute (20 Tsd.)
    - Tikaroid: Tikar (25 Tsd.), Bandobo (5 Tsd.), Ndemli (6 Tsd.)
    - Fam: Fam (1 Tsd.)

  - Süd-Bantoid
    - Jarawoid: Jarawa (150 Tsd.), Bile (30 Tsd.), Duguri (20 Tsd.), Kantana (20 Tsd.), Kulung (15 Tsd.), Mbula-Bwazza (40 Tsd.)
    - Tivoid: Tiv (2,2 Mio.), Bitare (50 Tsd.), Batu (25 Tsd.), Esimbi (20 Tsd.)
    - Beboid: Noni (35 Tsd.), Bebe, Naki
    - Mbe: Mbe (15 Tsd.)
    - Ekoid: Ejagham (Ekoi) (120 Tsd.), Ekajuk (30 Tsd.), Nkem-Nkum (35 Tsd.), Nde-Nsele-Nta (35 Tsd.)
    - Nyang (Mamfe): Kenyang (Nyang) (65 Tsd.), Denya (12 Tsd.)
    - Mbam: Tuki (25 Tsd.), Tunen (35 Tsd.), Nugunu (35 Tsd.); Leti (Ritualsprache)
    - Grasland: Bamun (215 Tsd.), Bafut (105 Tsd.)
    - Bantu (487 Sprachen mit 210 Mio. Sprechern)

Die Klassifikation des Bantu und die Einteilung der Bantusprachen in Guthrie-Zonen ist im Artikel Bantusprachen umfassend dargestellt. Eine Übersicht über die einzelnen Zweige des Bantoid (Anzahl der Sprachen, Sprecherzahlen, Verbreitung) liefert die folgende Tabelle.
Bantoid und seine Untergruppen
| Unterzweig    | Anzahl Sprachen | Anzahl Sprecher | Hauptverbreitungsgebiet                |
| ------------- | --------------- | --------------- | -------------------------------------- |
| Bantoid       | 642             | 216 Mio         | Nigeria, Kamerun; Ost- und Südafrika   |
| Nord-Bantoid  | 19              | 750.000         | Ost-Nigeria, Nordwest-Kamerun          |
| Dakoid        | 3               | 120.000         | Ost-Nigeria                            |
| Mambiloid     | 12              | 240.000         | Ost-Nigeria, West-Kamerun              |
| Tikaroid      | 3               | 35.000          | Kamerun (Zentral- und Adamawa-Provinz) |
| Fam           | 1               | 1.000           | Südost-Nigeria                         |
| Süd-Bantoid   | 623             | 215 Mio         | Nigeria, Kamerun; Ost- und Südafrika   |
| Jarawoid      | 15              | 300.000         | Ost-Nigeria, Nord-Kamerun              |
| Tivoid        | 18              | 2,4 Mio         | Ost-Nigeria, West-Kamerun              |
| Beboid        | 11              | 50.000          | West-Kamerun                           |
| Mbe           | 1               | 15.000          | Nigeria (Cross River)                  |
| Ekoid         | 8               | 250.000         | Südost-Nigeria, Nordwest-Kamerun       |
| Nyang (Mamfe) | 3               | 80.000          | West-Kamerun                           |
| Mbam          | 13              | 120.000         | West-Kamerun                           |
| Grasland      | 67              | 2,5 Mio         | West-Kamerun                           |
| Bantu         | 487             | 210 Mio         | Zentral-, Ost- und Südafrika           |

Ob die Nördlichen bantoiden Sprachen eine genetische Einheit bilden, ist bisher nicht endgültig geklärt worden.

## Sprachliche Charakteristik
Die sprachlichen Eigenschaften sind denen der Bantusprachen sehr ähnlich (vgl. den entsprechenden Abschnitt des Artikels Bantusprachen). Das Nominalklassensystem ist im Bantu voll ausgeprägt – es ist sein wesentliches Charakteristikum –, bei den Nicht-Bantusprachen in einer unterschiedlich reduzierten Form. Verbalableitungen sind in allen bantoiden Sprachen belegt. Pronomina werden im üblichen Umfang gebildet (unabhängiges Personalpronomen; abhängige Subjekt-, Objekt- und Possessivmarker), in der 3. Person herrscht Konkordanz mit den Nominalklassen. Die Satzstellung ist SVO, es werden durchgehend Präpositionen verwendet. In der Nominalphrase steht das bestimmte Nomen vorn, es folgen die Modifizierer (Genitivattribut, Adjektivattribut, Possessivum, Numerale, Demonstrativum); in den Bantusprachen herrscht innerhalb der Nominalphrase und zwischen Subjekt und Prädikat volle Klassenkonkordanz, in den anderen bantoiden Sprachen ist die Konkordanz eingeschränkt bzw. teilweise nicht (mehr) vorhanden.